# Арройо, Давид
Давид Арройо Дюран (исп. David Arroyo Durán; род. 7 января 1980, Талавера-де-ла-Рейна) — испанский профессиональный шоссейный велогонщик. Наиболее известен своими выступлениями в испанской команде Caisse d’Epargne, в составе которой занял второе место в генеральной классификации Джиро д’Италия 2010 года и победил на этапе Вуэльты Испании 2008 года.

## Карьера
Свой первый профессиональный контракт Давид Арройо подписал в 2001 году с легендарной командой ONCE-Eroski под управлением Моноло Сайнса. Однако испанец не сумел раскрыть свой потанциал за три года — особых успехов не добился и перешёл в континентальную команду LA-Pecol на сезон 2004 года. Главным успехом здесь стало второе место в генеральной классификации Тура Португалии, победы 4 и 8 этапе, майки лучшего горного и молодого гонщика.
2005 год Давид Арройо начал в цветах команды высшего дивизиона Illes Balears-Banesto. В июле он дебютировал на Тур де Франс, где основной его задачей было работать на командных лидеров Алехандро Вальверде и Франсиско Мансебо. По итогам этого Гранд-Тура испанец занял 53 место в итоговой генеральной классификации.
В 2006 году спортсмен принял участие в Тур де Франс, где помог одержать победу в общем зачете своему однокоманднику Оскару Перейро Сио, а сам занял 21 место и в Вуэльте Испании, где оказал помощь товарищу по команде Алехандро Вальверде, который стал вторым в генеральной классификации гонки. Сам Давид показал девятнадцатый результат. Также в 2006 году гонщик выиграл этап Тура Каталонии.
В 2008 году Арройо победил на однодневной гонке по дорогам Страны Басков — Subida a Urkiola, опередив Хуана Хосе Кобо и Серхио Пардилью. А также одержал викторию на 19 этапе Вуэльты Испании.
2010 год — самый успешный в карьере испанца. Благодаря удачному отрыву на Джиро д’Италия, в который удалось отобраться Давиду Арройо, он с 14 по 18 этап носил розовую майку лидера гонки и лишь Иван Бассо смог опередить его. В итоге в генеральной классификации Джиро д’Италия спортсмен занял второе место.
В 2013 году Арройо перешёл в Caja Rural. Самым крупным достижением того сезона стало второе место в общем зачете Вуэльты Бургоса.

## Выступления на Гранд Турах
| Гонка        | 2005 | 2006 | 2007 | 2008 | 2009 | 2010 | 2011 | 2012 | 2013 | 2014 |
| ------------ | ---- | ---- | ---- | ---- | ---- | ---- | ---- | ---- | ---- | ---- |
| Джиро        | -    | -    | 10   | -    | 10   | 2    | 14   | -    | -    | -    |
| Тур де Франс | 53   | 20   | 13   | 27   | 69   | -    | 36   | -    | -    | -    |
| Вуэльта      | -    | 19   | -    | 17   | -    | 25   | -    | -    | 13   | 20   |